# Julian Glover
Julian Wyatt Glover, CBE (født 27. marts 1935) er en britisk skuespiller, hvis filmroller inkluderer en lang række ikoniske figurer som; General Maximilian Veers i Star Wars Episode V: Imperiet slår igen, James Bond-skurken Aristotle Kristatos i For Your Eyes Only, Walter Donovan i Indiana Jones og det sidste korstog, og Brian Harcourt-Smith i Den fjerde protokol. Han har også stemmelagt kæmpeedderkoppen Aragog i Harry Potter og Hemmelighedernes Kammer og blandt andet spillet rollen som Grand Maester Pycelle i tv-serien Game of Thrones.
I 2013 blev han udnævnt til Commander of the Order of the British Empire (CBE)

## Udvalgt filmografi

### Film
- Han-dyret (1977) – Teddy
- Star Wars Episode V: Imperiet slår igen (1980) – General Maximilian Veers
- For Your Eyes Only (1981) – Aristotle Kristatos
- Den fjerde protokol (1987) – Brian Harcourt-Smith
- Indiana Jones og det sidste korstog (1989) – Walter Donovan
- Skatteøen (1990) – Dr. Livesey
- Harry Potter og Hemmelighedernes Kammer (2002) – Aragog, stemme
- Troy (2004) – Triopas
- The Young Victoria (2009) – Hertug af Wellington

### Tv-serier
- Doctor Who – The Crusade (1964; 4 afsnit) – Richard Løvehjerte
- Doctor Who – City of Death (1979; 4 afsnit) – Scaroth/Count Scarlioni
- Wish Me Luck (1987–89; 15 afsnit) – Colonel James Cadogan
- Game of Thrones (2011–16; 31 afsnit) – Grand Maester Pycelle
- Merlin (2012; afsnittet "Arthur's Bane (Part 1)") – Lochru